# Cupid
Cupid — британская компания, специализирующаяся на производстве веб-продуктов в области онлайн дейтинга. На сегодняшний день аудитория веб-сервисов проекта составляет 34 миллиона активных пользователей из 39 стран , без учёта пользователей мобильных устройств, получающих доступ через магазины приложений Apple и Android. Портфолио компании охватывает как традиционные дейтинг сервисы, так и ряд легальных нишевых (в зависимости от предпочтений пользователей, их возрастных категорий и социальных групп принадлежности).

## История
2005 год - проект запущен, рабочее название - EasyDate. Один из первых коммерческих продуктов проекта - www.datetheuk.com.
2010 год, январь-апрель - проект включает уже 7 значительных сайтов, а в апреле их количество вырастает до 12. Последние пять сайтов выкуплены у Associated Northcliffe Digital, где выделялись в отдельный дейтинг бизнес Allegran's online dating.
2010 год, май-июнь - количество коммерческих сайтов, разработанных на мультиплатформе проекта, достигает 21. Компания развивается как в направлении традиционных дейтинг сервисов (www.cupid.com, www.flirt.com, www.benaughty.com и www.girlsdateforfree.com), так и ориентированных на конкретные группы пользователей - нишевых (www.datingforparents.com, www.speeddater.co.uk и www.maturedating.co.uk).
2010 год, 6 июля - компания выходит на Лондонскую фондовую биржу.
2010 год, 13 декабря - для закрепления уникальности бренда и увеличения притока пользователей, компания вместо неофициального EasyDate принимает публичное имя Cupid.
2011 год, 17 октября - по версии Deloitte компания Cupid названа самой быстроразвивающейся IT компанией в Шотландии.

## Награды
European Business Awards

Deloitte Technology Fast 50